# إسماعيل أبو القناطر
إسماعيل أبو القناطر (مواليد سنة 1957) ممثل مغربي، شارك في عدة أفلام ومسلسلات مغربية وأجنبية.

## مسيرته
بدأ إسماعيل مسيرته الفنية من خلال التكوين بالمعهد البلدي بالدار البيضاء، ودرس إلى جانب عزيز سعد الله وخديجة أسد وآخرين، وشارك كممثل في مسرحيات (الغول) و(حقنا في الأرض). وفي مطلع السبعينات شارك إلى جانب طلبة الكونسرفتوار في تأسيس فرقة (مسرح الجيب) والقيام بجولة مسرحية بالجزائر. سنة 1973، اشتغل في مسرحيات الطيب الصديقي مثل (مقامات بديع الزمان الهمداني) و(سيدي عبد الرحمان المجدوب) و(السفود)، وفي بعض السكيتشات التلفزيونية للمخرج الراحل حميد بن الشريف، إضافة إلى عمل درامي بعنوان (القرية المهجورة) رفقة خديجة أسد والشعيبية العذراوي وثريا جبران وزهور المعمري. وشارك كذلك مع المخرج عبد الرحمان الخياط في مسرحية (درهم الحلال) إلى جانب نعيمة المشرقي وعزيز موهوب وآخرين، وفي فيلم تلفزيوني شخص دوريه هو ونعيمة المشرقي فقط وأخرجه زوج هذه الأخيرة.

### السفر إلى الولايات المتحدة
سنة 1977، سافر أبو القناطر إلى الولايات المتحدة لدراسة فن التشخيص، تحقيقا لرغبة دفينة في نفسه منذ مرحلة الطفولة، التي انطلقت فيها مشاهداته للأفلام الأمريكية بالخصوص في قاعات مونديال ومونتي كارلو وغيرها رفقة والده، تتمثل في حلمه أن يصبح ذات يوم ممثلا عالميا من عيار مارلون براندو. وبالفعل التحق بإحدى الجامعات الأمريكية حيث درس لمدة أربع سنوات السينما والرسم والنحت والهندسة والديزاين، وحصل على الإجازة في السينما (الماجور) وعلم النفس (المينور)، وعوض أن يندمج في عوالم السينما عاد إلى المسرح هناك وشخص مسرحيات (يوميات أحمق) لنيقولاي غوغول و(كاليكولا) لألبير كامو.
وقام بجولات ناجحة. كما وقف على خشبات أشهر المسارح التجريبية والطليعية بنيويورك (مانهاتن)، واشتغل مع مسرح «لاماما» المشهور عالميا ومع فرق أخرى. وتحت إلحاح الرغبة في ممارسة التشخيص السينمائي والتلفزيوني ذهب أبو القناطر إلى هوليود في التسعينات إلا أن الطريق لم يكن مفروشا بالورود، وعاد إلى ممارسة عشقه المسرحي من خلال مسرحية (شهرزاد وبنات بغداد الأربع) التي عرضت بنجاح. وفي إطار بحثه في حياة المسلمين بالأندلس، استعدادا لكتابة نص مسرحي يكون بطله ليدي ماكبث كمسلم أندلسي، تعرف على حركة التصوف بالأندلس وعلى الشيخ الأكبر ابن عربي بوجه خاص، فانكب على قراءة نصوصه وما كتب عنه. ونتيجة لتأثره به قرر ترك مشروع مسرحية ماكبث جانبا والتفرغ لإنجاز (وان مان شو: ابن عربي) يستعرض من خلاله سفره من الأندلس إلى فاس والجزائر وتونس وآسيا وصولا إلى موطن جلال الدين الرومي. وبدأ يقرأ عن هذا الأخير وسافر معه في عوالمه، وفي الأخير استقر رأيه على إنجاز عمل مسرحي أول حول جلال الدين الرومي وثان حول ابن عربي وثالث حول ماكبث. وأثناء انفتاحه على عوالم أقطاب الصوفية وجد أن ما يقوم به من بحث هو في الحقيقة بحث عن ذاته هو، من خلال ما عاشه وشاهده من أشياء، فانخرط في عوالم التصوف وسافر إلى كراتشي واكتشف بموسيقى القوالي الباكستانية وتعلم أشياء كثيرة. وقرر أن يؤدي فريضة الحج في الديار المقدسة، إلا أن صديقا له نصحه بالزواج أولا، فعاد إلى المغرب وتزوج سنة 2000 ورُزِقَ من زوجته البيضاوية بابنته الأولى سنة 2001 ثم بعد ذلك بابنة ثانية. وبما أنه أصبح مسؤولا عن أسرة رباعية الأفراد تعيش تحت كنفه بالديار الأمريكية في لوس أنجلس، تبين له أن العمل في المسرح وحده لم يعد كافيا، ومن هنا قرر الانفتاح على السينما والتلفزيون ونقل تجربته المسرحية الطويلة إليهما، فاستطاع أبو القناطر أن يلج الساحة الفنية الأمريكية من خلال العديد من السلسلات الأمريكية الشهيرة منها (24) و(الخلية النائمة) و(إيلياس) و(over there) و(Babylon 5) وغيرها، كما شارك في العديد من الأفلام السينمائية العالمية، منها فيلم ملكة الصحراء للمخرج فرنر هرتزوغ الذي صُوِّرَ جزء منه في المغرب، وكان من بطولة نيكول كيدمان وجيمس فرانكو وروبرت باتينسون. وفي المغرب، كانت سلسلة (لابريكاد) أول عمل تلفزيوني له، صوره تحت إدارة المخرج عادل الفاضلي، وتلته بعد ذلك أفلام تلفزيونية وسينمائية عديدة.   

## أعماله

### أفلام
- 2008: حد الصداقة
- 2008: حجار الواد
- 2009: رجل فوق الشبهات
- 2010: حياة قصيرة، فيلم قصير (16 دقيقة) لعادل الفضيلي
- 2010: محطة الملائكة
- 2010: أرض الجموع
- 2011: النهاية
- 2011: موشومة
- 2012: ذاكرة الطين
- 2014: الذئاب التي لا تنام
- 2015: دموع إبليس
- 2017: الحاجات

### مسلسلات
- 2004: إيلياس
- 2006: الخلية النائمة
- 2007: 24
- 2007: لابريكاد
- 2013: راس لمحاين
- 2014: الطاغية
- 2015: توت (مسلسل قصير)
- 2016: الغول
- 2020: الإرث

## روابط خارجية
- إسماعيل أبو القناطر على موقع IMDb (الإنجليزية)
- إسماعيل أبو القناطر على موقع قاعدة بيانات الأفلام العربية